# Paul Snoek
Paul Snoek was het pseudoniem van Edmond André Coralie Schietekat (Sint-Niklaas, 17 december 1933 – Pittem, 19 oktober 1981). Snoek was een van de bekendste dichters en prozaschrijvers van België. Hij was tevens kunstschilder. Zijn pseudoniem is afkomstig van de naam van zijn moeder Paula Snoeck.

## Biografie
Paul Snoek was de oudste zoon van Omer William Schietekat, handelaar in textiel, en Paula Sylvia Snoeck. In 1961 trouwde hij met Maria Magdalena Vereecke (Mylène) en samen hadden ze drie kinderen: een tweeling, Jan en Paul in 1963, en Sophie in 1966.
Hij was een middelmatige leerling in de nonnenschool Berkenboom en later in het St. Jozefsinstituut van zijn geboortestad. Reeds van jongs af ging zijn interesse uit naar de natuur, maar ook naar het schilderen. Zijn vader had gedurende de Tweede Wereldoorlog ook schilderijen gemaakt om deze te ruilen bij de boeren voor voedsel.
Schietekat studeerde aan het Sint-Lievenscollege te Antwerpen en later aan het Sint-Jozef-Klein-Seminarie te Sint-Niklaas. De priester-dichter Anton Van Wilderode was aldaar zijn leraar Nederlands en introduceerde hem in de poëziekunst. Hij publiceerde toen als scholier enkele sonnetten in de literaire tijdschriften 'Nieuwe Stemmen', 'De Tafelronde' en in de 'Dietsche Warande en Belfort'.
Paul Snoek studeerde rechten aan de Universiteit Gent, maar zijn literaire interesses waren zo opslorpend dat er van studeren zelf minder in huis kwam. Hij schreef veel en probeerde zijn gedichten te publiceren. Na een conflict met De Tafelronde besloot hij het pseudoniem Paul Snoek aan te nemen. Zijn eerste gedichtenbundel "Archipel" verscheen in 1954 (maar geschreven in 1953). Hij stopte zijn studies in 1956. Paul Snoek was in 1955 een van de medeoprichters van het avant-gardistisch tijdschrift Gard Sivik dat hij reeds in 1957 verliet. Hij gaf in 1957 een tentoonstelling van zijn schilderijen in de Brusselse kunstgalerij 'Taptoe'. In hetzelfde jaar werd hij opgeroepen voor zijn legerdienst. Zoals zovele miliciens in die tijd vervulde hij zijn legerdienst in Duitsland, waar hij een leuke job als redacteur van het legertijdschrift 'Vici' kreeg.
Na zijn legerdienst besloot hij om voltijdse kunstenaar te worden. Al snel stopte hij daar echter mee. Hij ging in zijn vaders textielbedrijf werken en bezocht vele landen als vertegenwoordiger.
In 1963 startte hij zijn eigen importbedrijfje op van Japanse zijde. In 1965 werd hij vertegenwoordiger in het bedrijf "Atlas", waar hij als verkoopdirecteur van paalfunderingen aan de slag ging. In 1967 kocht hij een boerderij in Slijpe en vanaf 1972 begon hij volop te schilderen. Toen na enkele jaren de verkoop van zijn schilderijen tegenviel raakte hij in financiële moeilijkheden en probeerde hij de ene job na de andere: public relations, een antiekzaak, een bureau voor copywriting en een meubelzaak.
Hij werd journalist voor het "Nieuw Vlaams tijdschrift". In zijn vrije tijd verzamelde hij antiek en deed hij aan amateurmotorcross. Hij was een goede vriend van Gaston Burssens.
In 1975 ging hij ook een nieuwe relatie aan. Hij verliet vrouw en kinderen en verhuisde naar Oostende. De scheiding van zijn vrouw werd uitgesproken in 1976 en hij hertrouwde in 1977. Hij verhuisde opnieuw, eerst naar Loppem en dan naar Varsenare.
In zijn laatste jaren leed hij aan manisch-depressieve buien en sprak hij tegen zijn vrienden regelmatig over de dood. Hij stierf bij een auto-ongeluk in Egem en werd begraven in Varsenare.

## Poëzie

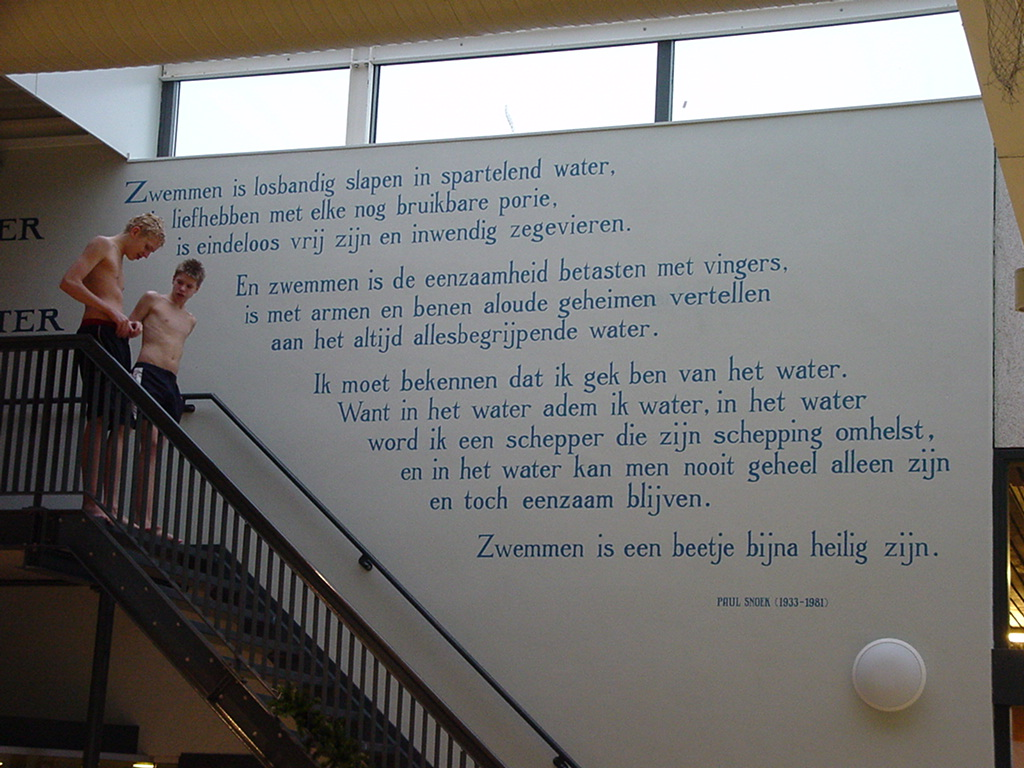
Het gedicht Een zwemmer is een ruiter in zwembad 'De Zijl' in Leiden

Paul Snoek wordt gerekend tot de Vijfenvijftigers, een groep experimentele dichters van voornamelijk Vlaamse origine gegroepeerd rond Gard Sivik, zoals Gust Gils en Hugues C. Pernath, die allen zijn gaan publiceren voor 1955. Deze generatie dichters vormde een reactie op de voornamelijk Nederlandse Vijftigers, waaronder Lucebert, Gerrit Kouwenaar, Jan Elburg, Remco Campert, Simon Vinkenoog, Hans Andreus en Hugo Claus. Paul Snoek weigerde trouwens ingedeeld te worden bij de Nederlandse Vijftigers.
Zijn werk is moeilijk bij één stroming in te delen of valt moeilijk onder één noemer te vatten. Begonnen als romantisch dichter, evolueerde hij naar meer agressieve en cynische geschriften. Op het laatste werd hij een gelaten, pessimistisch dichter, in overeenstemming met zijn manisch-depressieve buien.

## Kunstschilder
Zijn belangstelling voor het schilderen had hij al in zijn schooltijd. In 1967 kocht hij een boerderij in Slijpe en vanaf 1972 begon hij volop te schilderen. Er volgden verschillende succesvolle exposities en de verkoop van zijn schilderijen liep zodanig goed dat hij bij Atlas parttime ging werken. In 1975 werd hij fulltime kunstschilder, maar de verkoop van zijn schilderijen viel nu tegen, waardoor hij in financiële moeilijkheden kwam.
Het KaZ in Oostende bezit een viertal schilderijen van hem, onder andere Little Venus en Angry Jupiter. In privébezit het werk De geest van Von Richthofen boven het graf van Eduard Vernon Rickenbacker van 1973 en eveneens in privébezit het werk de juwelen van de cycloop van 1974.

## Bibliografie

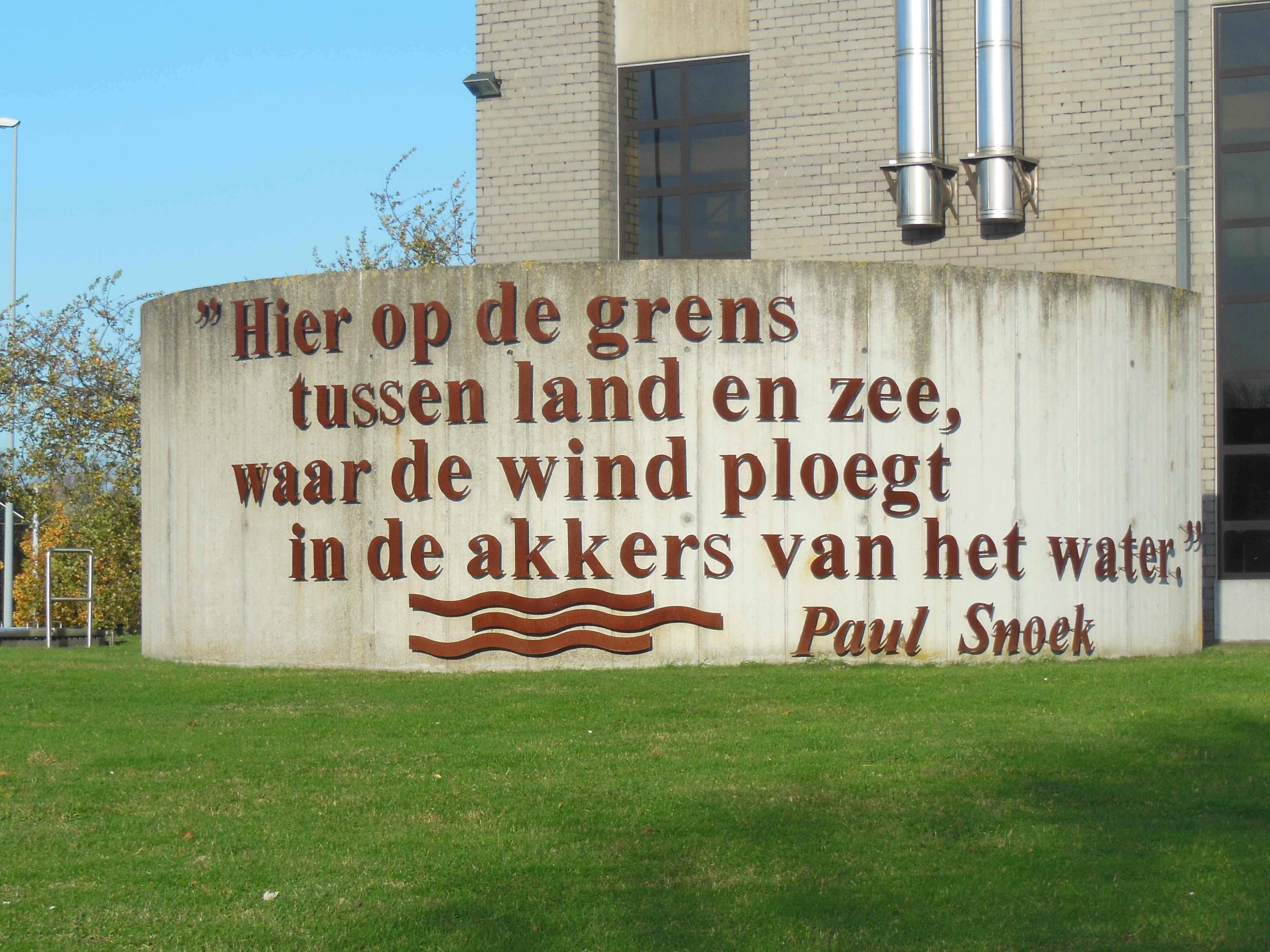
Gedicht van Snoek op een muur in Nieuwpoort

## Literaire prijzen
- Arkprijs voor het vrije woord (1963)
- Driejaarlijkse Staatsprijs voor de Vlaamse poëzie (1969) voor De zwarte muze
- Jan Campert-prijs (1971)
- Eugène Baieprijs (1972)
- Dirk Martensprijs (1980)